# Bigna Windmüller
Bigna Windmüller (ur. 27 lutego 1991 w Walenstadt) – szwajcarska skoczkini narciarska, reprezentantka klubu SSC Toggenburg. Olimpijka (2014), uczestniczka mistrzostw świata juniorów (2006 i 2008–2011) oraz seniorów (2009 i 2013). Medalistka mistrzostw kraju.
Jej siostra Sabrina, również uprawiała skoki narciarskie.

## Przebieg kariery
Dwukrotnie stawała na podium konkursów Pucharu Kontynentalnego. W zawodach tych debiutowała 18 stycznia 2006 w Toblach.
W 2009 i 2010 zdobyła mistrzostwo Szwajcarii. Była wtedy jedyną zawodniczką.
Pięciokrotnie startowała w mistrzostwach świata juniorów. Jej najlepsza pozycja to miejsce czwarte, w Hinterzarten w 2010. W 2011 w Otepää też znalazła się w pierwszej dziesiątce zajmując dziewiątą lokatę.
W sezonie 2011/2012 nie startowała w zawodach. Wróciła do startów w sezonie 2012/2013. 24 listopada 2012 po raz pierwszy wzięła udział w konkursie Pucharu Świata kobiet w Lillehammer na skoczni HS100 i po skokach na odległości 88 m i 89 m zajęła 27. miejsce, tym samym zdobywając pierwsze punkty w Pucharze Świata.

## Igrzyska olimpijskie
| Miejsce | Dzień     | Rok  | Miejscowość           | Skocznia       | Punkt K | HS     | Konkurs  | Skok 1 | Skok 2 | Nota      | Strata   | Zwyciężczyni |
| ------- | --------- | ---- | --------------------- | -------------- | ------- | ------ | -------- | ------ | ------ | --------- | -------- | ------------ |
| 18.     | 11 lutego | 2014 | Soczi/Krasnaja Polana | Russkije Gorki | K-95    | HS-106 | indywid. | 96,0 m | 96,0 m | 220,7 pkt | 26,7 pkt | Carina Vogt  |

## Mistrzostwa świata
| Miejsce | Dzień     | Rok  | Miejscowość            | Skocznia           | Punkt K | HS     | Konkurs  | Skok 1 | Skok 2 | Nota      | Strata   | Zwyciężczyni      |
| ------- | --------- | ---- | ---------------------- | ------------------ | ------- | ------ | -------- | ------ | ------ | --------- | -------- | ----------------- |
| 14.     | 20 lutego | 2009 | Liberec                | Ještěd             | K-90    | HS-100 | indywid. | 74,5 m | 78,0 m | 163,0 pkt | 80,0 pkt | Lindsey Van       |
| 23.     | 22 lutego | 2013 | Val di Fiemme/Predazzo | Trampolino Dal Ben | K-95    | HS-106 | indywid. | 89,5 m | 87,5 m | 189,6 pkt | 64,1 pkt | Sarah Hendrickson |

## Mistrzostwa świata juniorów
| Miejsce | Dzień       | Rok  | Miejscowość         | Skocznia        | Punkt K | HS     | Konkurs  | Skok 1 | Skok 2  | Nota      | Strata    | Zwyciężczyni               |
| ------- | ----------- | ---- | ------------------- | --------------- | ------- | ------ | -------- | ------ | ------- | --------- | --------- | -------------------------- |
| 18.     | 5 lutego    | 2006 | Kranj               | Bauhenk         | K-100   | HS-109 | indywid. | 86,0 m | 75,0 m  | 143,3 pkt | 112,5 pkt | Juliane Seyfarth           |
| 13.     | 28 lutego   | 2008 | Zakopane            | Średnia Krokiew | K-85    | HS-94  | indywid. | 74,0 m | 82,5 m  | 195,0 pkt | 32,0 pkt  | Jacqueline Seifriedsberger |
| 18.     | 6 lutego    | 2009 | Szczyrbskie Jezioro | MS 1970 B       | K-90    | HS-100 | indywid. | 92,5 m | 80,5 m  | 206,5 pkt | 35,5 pkt  | Magdalena Schnurr          |
| 4.      | 29 stycznia | 2010 | Hinterzarten        | Adlerschanze    | K-95    | HS-108 | indywid. | 97,0 m | 100,5 m | 241,5 pkt | 26,0 pkt  | Elena Runggaldier          |
| 9.      | 27 stycznia | 2011 | Otepää              | Tehvandi        | K-90    | HS-100 | indywid. | 85,5 m | 91,0 m  | 219,5 pkt | 38,0 pkt  | Coline Mattel              |

## Puchar Świata

### Miejsca w klasyfikacji generalnej
| Sezon     | Miejsce |
| --------- | ------- |
| 2012/2013 | 33.     |
| 2013/2014 | 26.     |

### Miejsca na podium w konkursach indywidualnych Pucharu Świata chronologicznie
| 1. | 19 stycznia | 2014 | Zaō | Yamagata | K-90 | HS-100 | 91,0 m | – | 109,9 pkt | 3. | 17,6 pkt | Sara Takanashi |

### Miejsca w poszczególnych konkursach indywidualnychPucharu Świata
| Źródło | Źródło          | Źródło          | Źródło      | Źródło      | Źródło   | Źródło       | Źródło       | Źródło  | Źródło  | Źródło  | Źródło     | Źródło     | Źródło | Źródło    | Źródło | Źródło | Źródło  | Źródło | Źródło | Źródło | Źródło | Źródło | Źródło | Źródło | Źródło | Źródło | Źródło | Źródło | Źródło | Źródło | Źródło | Źródło | Źródło | Źródło | Źródło | Źródło | Źródło | Źródło | Źródło | Źródło | Źródło | Źródło | Źródło | Źródło | Źródło | Źródło | Źródło | Źródło | Źródło |
| --- | --------------- | --------------- | ----------- | ----------- | -------- | ------------ | ------------ | ------- | ------- | ------- | ---------- | ---------- | ------ | --------- | ------ | ------ | ------- | ------ | ------ | ------ | ------ | ------ | ------ | ------ | ------ | ------ | ------ | ------ | ------ | ------ | ------ | ------ | ------ | ------ | ------ | ------ | ------ | ------ | ------ | ------ | ------ | ------ | ------ | ------ | ------ | ------ | ------ | ------ | ------ |
| Sezon 2012/2013 |                 |                 |             |             |          |              |              |         |         |         |            |            |        |           |        |        |         |        |        |        |        |        |        |        |        |        |        |        |        |        |        |        |        |        |        |        |        |        |        |        |        |        |        |        |        |        |        |        |        |
| Lillehammer | Krasnaja Polana | Krasnaja Polana | Ramsau      | Schonach    | Schonach | Hinterzarten | Hinterzarten | Sapporo | Sapporo | Zaō     | Zaō        | Ljubno     | Ljubno | Trondheim | Oslo   | punkty | punkty  | punkty | punkty | punkty | punkty | punkty | punkty | punkty | punkty | punkty | punkty | punkty | punkty | punkty | punkty | punkty | punkty | punkty |        |        |        |        |        |        |        |        |        |        |        |        |        |        |        |
| 27 | 33              | 31              | 42          | 37          | 19       | 25           | 19           | 24      | 37      | 19      | 30         | 35         | 20     | 25        | -      | 71     | 71      | 71     | 71     | 71     | 71     | 71     | 71     | 71     | 71     | 71     | 71     | 71     | 71     | 71     | 71     | 71     | 71     | 71     |        |        |        |        |        |        |        |        |        |        |        |        |        |        |        |
| Sezon 2013/2014 |                 |                 |             |             |          |              |              |         |         |         |            |            |        |           |        |        |         |        |        |        |        |        |        |        |        |        |        |        |        |        |        |        |        |        |        |        |        |        |        |        |        |        |        |        |        |        |        |        |        |
| Lillehammer | Hinterzarten    | Hinterzarten    | Czajkowskij | Czajkowskij | Sapporo  | Sapporo      | Zaō          | Zaō     | Planica | Planica | Hinzenbach | Hinzenbach | Râșnov | Râșnov    | Oslo   | Falun  | Planica | punkty |        |        |        |        |        |        |        |        |        |        |        |        |        |        |        |        |        |        |        |        |        |        |        |        |        |        |        |        |        |        |        |
| 21 | 32              | 38              | 15          | 11          | 25       | 16           | 6            | 3       | -       | -       | -          | -          | -      | -         | -      | -      | -       | 171    |        |        |        |        |        |        |        |        |        |        |        |        |        |        |        |        |        |        |        |        |        |        |        |        |        |        |        |        |        |        |        |
| Legenda |                 |                 |             |             |          |              |              |         |         |         |            |            |        |           |        |        |         |        |        |        |        |        |        |        |        |        |        |        |        |        |        |        |        |        |        |        |        |        |        |        |        |        |        |        |        |        |        |        |        |
| 1 2 3 4-10 11-30 poniżej 30 dq – dyskwalifikacja q – dyskwalifikacja w kwalifikacjach q – zawodniczka nie zakwalifikowała się - – zawodniczka nie wystartowała |                 |                 |             |             |          |              |              |         |         |         |            |            |        |           |        |        |         |        |        |        |        |        |        |        |        |        |        |        |        |        |        |        |        |        |        |        |        |        |        |        |        |        |        |        |        |        |        |        |        |

### Miejsca w poszczególnych konkursach drużynowychPucharu Świata
| Źródło                              | Źródło          | Źródło          | Źródło          | Źródło          | Źródło          | Źródło          | Źródło          | Źródło          | Źródło              |
| ----------------------------------- | --------------- | --------------- | --------------- | --------------- | --------------- | --------------- | --------------- | --------------- | ------------------- |
| Sezon 2012/2013                     | Sezon 2012/2013 | Sezon 2012/2013 | Sezon 2012/2013 | Sezon 2012/2013 | Sezon 2012/2013 | Sezon 2012/2013 | Sezon 2012/2013 | Sezon 2012/2013 | Lillehammer (mikst) |
| Sezon 2012/2013                     | Sezon 2012/2013 | Sezon 2012/2013 | Sezon 2012/2013 | Sezon 2012/2013 | Sezon 2012/2013 | Sezon 2012/2013 | Sezon 2012/2013 | Sezon 2012/2013 | 8                   |
| Sezon 2013/2014                     | Sezon 2013/2014 | Sezon 2013/2014 | Sezon 2013/2014 | Sezon 2013/2014 | Sezon 2013/2014 | Sezon 2013/2014 | Sezon 2013/2014 | Sezon 2013/2014 | Lillehammer (mikst) |
| Sezon 2013/2014                     | Sezon 2013/2014 | Sezon 2013/2014 | Sezon 2013/2014 | Sezon 2013/2014 | Sezon 2013/2014 | Sezon 2013/2014 | Sezon 2013/2014 | Sezon 2013/2014 | 10                  |
| Legenda                             |                 |                 |                 |                 |                 |                 |                 |                 |                     |
| 1 2 3 4-8 poniżej 8 - – brak startu |                 |                 |                 |                 |                 |                 |                 |                 |                     |

## Letnie Grand Prix

### Miejsca w klasyfikacji generalnej
| Sezon | Miejsce |
| ----- | ------- |
| 2012  | 39.     |
| 2013  | 39.     |

### Miejsca w poszczególnych konkursach indywidualnychLGP
| Źródło | Źródło             | Źródło            | Źródło            | Źródło       | Źródło       | Źródło | Źródło | Źródło | Źródło | Źródło | Źródło | Źródło | Źródło | Źródło | Źródło | Źródło | Źródło | Źródło | Źródło | Źródło | Źródło | Źródło | Źródło | Źródło | Źródło | Źródło |
| --- | ------------------ | ----------------- | ----------------- | ------------ | ------------ | ------ | ------ | ------ | ------ | ------ | ------ | ------ | ------ | ------ | ------ | ------ | ------ | ------ | ------ | ------ | ------ | ------ | ------ | ------ | ------ | ------ |
| 2012 |                    |                   |                   |              |              |        |        |        |        |        |        |        |        |        |        |        |        |        |        |        |        |        |        |        |        |        |
| Courchevel 15.08 | Hinterzarten 17.08 | Ałmaty 22.09      | Ałmaty 23.09      | punkty       | punkty       | punkty | punkty | punkty | punkty | punkty | punkty | punkty |        |        |        |        |        |        |        |        |        |        |        |        |        |        |
| 36 | 27                 | -                 | -                 | 4            | 4            | 4      | 4      | 4      | 4      | 4      | 4      | 4      |        |        |        |        |        |        |        |        |        |        |        |        |        |        |
| 2013 |                    |                   |                   |              |              |        |        |        |        |        |        |        |        |        |        |        |        |        |        |        |        |        |        |        |        |        |
| Hinterzarten 26.07 | Courchevel 15.08   | Niżny Tagił 13.09 | Niżny Tagił 14.09 | Ałmaty 21.09 | Ałmaty 22.09 | punkty |        |        |        |        |        |        |        |        |        |        |        |        |        |        |        |        |        |        |        |        |
| 27 | 42                 | 26                | 30                | 22           | 29           | 21     |        |        |        |        |        |        |        |        |        |        |        |        |        |        |        |        |        |        |        |        |
| Legenda |                    |                   |                   |              |              |        |        |        |        |        |        |        |        |        |        |        |        |        |        |        |        |        |        |        |        |        |
| 1 2 3 4-10 11-30 poniżej 30 dq – dyskwalifikacja q – dyskwalifikacja w kwalifikacjach q – zawodniczka nie zakwalifikowała się - – zawodniczka nie wystartowała |                    |                   |                   |              |              |        |        |        |        |        |        |        |        |        |        |        |        |        |        |        |        |        |        |        |        |        |

## Puchar Kontynentalny

### Miejsca w klasyfikacji generalnej
| Sezon     | Miejsce |
| --------- | ------- |
| 2005/2006 | 56.     |
| 2006/2007 | 23.     |
| 2007/2008 | 20.     |
| 2008/2009 | 13.     |
| 2009/2010 | 21.     |
| 2010/2011 | 44.     |

### Miejsca na podium w konkursach indywidualnych Pucharu Kontynentalnego chronologicznie
| 1. | 16 stycznia | 2007 | Toblach  | Trampolino Sulzenhof    | K-67 | HS-74 | 67,5 m | 69,0 m | 230,5 pkt | 3. | 7,1 pkt  | Anette Sagen |
| 2. | 23 lutego   | 2008 | Schonach | Schonach im Schwarzwald | K-90 | HS-96 | 77,5 m | –      | 98,5 pkt  | 3. | 16,0 pkt | Anette Sagen |

### Miejsca w poszczególnych konkursachPucharu Kontynentalnego
| Źródło                                                                            | Źródło      | Źródło        | Źródło       | Źródło      | Źródło      | Źródło       | Źródło        | Źródło       | Źródło    | Źródło      | Źródło    | Źródło     | Źródło      | Źródło      | Źródło    | Źródło    | Źródło   | Źródło  | Źródło  | Źródło | Źródło | Źródło | Źródło | Źródło | Źródło | Źródło | Źródło | Źródło | Źródło | Źródło | Źródło | Źródło | Źródło | Źródło | Źródło | Źródło | Źródło | Źródło | Źródło |
| --------------------------------------------------------------------------------- | ----------- | ------------- | ------------ | ----------- | ----------- | ------------ | ------------- | ------------ | --------- | ----------- | --------- | ---------- | ----------- | ----------- | --------- | --------- | -------- | ------- | ------- | ------ | ------ | ------ | ------ | ------ | ------ | ------ | ------ | ------ | ------ | ------ | ------ | ------ | ------ | ------ | ------ | ------ | ------ | ------ | ------ |
| Sezon 2005/2006                                                                   |             |               |              |             |             |              |               |              |           |             |           |            |             |             |           |           |          |         |         |        |        |        |        |        |        |        |        |        |        |        |        |        |        |        |        |        |        |        |        |
| Bischofshofen                                                                     | Klingenthal | Pöhla         | Meinerzhagen | Park City   | Park City   | Lake Placid  | Lake Placid   | Ljubno       | Toblach   | Baiersbronn | Schönwald | Saalfelden | Rastbüchl   | Zaō         | Zaō       | Vikersund | Våler    | punkty  | punkty  | punkty | punkty | punkty | punkty | punkty | punkty | punkty | punkty | punkty | punkty | punkty | punkty | punkty | punkty | punkty | punkty | punkty |        |        |        |
| -                                                                                 | -           | -             | -            | -           | -           | -            | -             | -            | 25        | -           | -         | -          | -           | -           | -         | -         | -        | 6       | 6       | 6      | 6      | 6      | 6      | 6      | 6      | 6      | 6      | 6      | 6      | 6      | 6      | 6      | 6      | 6      | 6      | 6      |        |        |        |
| Sezon 2006/2007                                                                   |             |               |              |             |             |              |               |              |           |             |           |            |             |             |           |           |          |         |         |        |        |        |        |        |        |        |        |        |        |        |        |        |        |        |        |        |        |        |        |
| Park City                                                                         | Park City   | Calgary       | Calgary      | Klingenthal | Pöhla       | Meinerzhagen | Bischofshofen | Villach      | Toblach   | Toblach     | Ljubno    | Saalfelden | Rastbüchl   | Baiersbronn | Schönwald | Zaō       | Zaō      | Sapporo | Sapporo | punkty |        |        |        |        |        |        |        |        |        |        |        |        |        |        |        |        |        |        |        |
| -                                                                                 | -           | -             | -            | 9           | 11          | 28           | 11            | 19           | 8         | 3           | -         | -          | -           | -           | -         | -         | -        | -       | -       | 184    |        |        |        |        |        |        |        |        |        |        |        |        |        |        |        |        |        |        |        |
| Sezon 2007/2008                                                                   |             |               |              |             |             |              |               |              |           |             |           |            |             |             |           |           |          |         |         |        |        |        |        |        |        |        |        |        |        |        |        |        |        |        |        |        |        |        |        |
| Bischofsgrün                                                                      | Pöhla       | Bischofshofen | Ramsau       | Lake Placid | Lake Placid | Park City    | Park City     | Notodden     | Notodden  | Toblach     | Rastbüchl | Rastbüchl  | Baiersbronn | Schönwald   | Zaō       | Zaō       | punkty   | punkty  | punkty  | punkty | punkty | punkty | punkty | punkty | punkty | punkty | punkty | punkty | punkty | punkty | punkty | punkty | punkty | punkty | punkty |        |        |        |        |
| -                                                                                 | -           | -             | -            | 16          | 15          | 15           | 10            | 20           | 24        | 21          | 21        | 11         | 14          | 3           | -         | -         | 213      | 213     | 213     | 213    | 213    | 213    | 213    | 213    | 213    | 213    | 213    | 213    | 213    | 213    | 213    | 213    | 213    | 213    | 213    |        |        |        |        |
| Sezon 2008/2009                                                                   |             |               |              |             |             |              |               |              |           |             |           |            |             |             |           |           |          |         |         |        |        |        |        |        |        |        |        |        |        |        |        |        |        |        |        |        |        |        |        |
| Park City                                                                         | Park City   | Whistler      | Whistler     | Schonach    | Schonach    | Baiersbronn  | Baiersbronn   | Toblach      | Ljubno    | Ljubno      | Zakopane  | Notodden   | Notodden    | Zaō         | Zaō       | Sapporo   | Sapporo  | punkty  | punkty  | punkty | punkty | punkty | punkty | punkty | punkty | punkty | punkty | punkty | punkty | punkty | punkty | punkty | punkty | punkty | punkty | punkty |        |        |        |
| 8                                                                                 | 18          | 12            | 15           | 22          | 18          | 22           | 19            | 6            | 18        | 18          | 14        | -          | -           | 11          | 10        | 12        | 5        | 327     | 327     | 327    | 327    | 327    | 327    | 327    | 327    | 327    | 327    | 327    | 327    | 327    | 327    | 327    | 327    | 327    | 327    | 327    |        |        |        |
| Sezon 2009/2010                                                                   |             |               |              |             |             |              |               |              |           |             |           |            |             |             |           |           |          |         |         |        |        |        |        |        |        |        |        |        |        |        |        |        |        |        |        |        |        |        |        |
| Rovaniemi                                                                         | Rovaniemi   | Vikersund     | Vikersund    | Notodden    | Notodden    | Baiersbronn  | Baiersbronn   | Schonach     | Schonach  | Ljubno      | Ljubno    | Villach    | Villach     | Zaō         | Zaō       | Zakopane  | Zakopane | punkty  | punkty  | punkty | punkty | punkty | punkty | punkty | punkty | punkty | punkty | punkty | punkty | punkty | punkty | punkty | punkty | punkty | punkty | punkty |        |        |        |
| 12                                                                                | 15          | 14            | 23           | 6           | 25          | 17           | 23            | 11           | dq        | -           | -         | 21         | 31          | -           | -         | -         | -        | 166     | 166     | 166    | 166    | 166    | 166    | 166    | 166    | 166    | 166    | 166    | 166    | 166    | 166    | 166    | 166    | 166    | 166    | 166    |        |        |        |
| Sezon 2010/2011                                                                   |             |               |              |             |             |              |               |              |           |             |           |            |             |             |           |           |          |         |         |        |        |        |        |        |        |        |        |        |        |        |        |        |        |        |        |        |        |        |        |
| Rovaniemi                                                                         | Rovaniemi   | Vikersund     | Vikersund    | Notodden    | Notodden    | Schonach     | Hinterzarten  | Hinterzarten | Braunlage | Braunlage   | Ljubno    | Ljubno     | Brotterode  | Brotterode  | Zakopane  | Zakopane  | Ramsau   | Ramsau  | Zaō     | punkty |        |        |        |        |        |        |        |        |        |        |        |        |        |        |        |        |        |        |        |
| 29                                                                                | 23          | 24            | 27           | 22          | 28          | 35           | 28            | 34           | -         | -           | -         | -          | 24          | 24          | -         | -         | -        | -       | -       | 50     |        |        |        |        |        |        |        |        |        |        |        |        |        |        |        |        |        |        |        |
| Legenda                                                                           |             |               |              |             |             |              |               |              |           |             |           |            |             |             |           |           |          |         |         |        |        |        |        |        |        |        |        |        |        |        |        |        |        |        |        |        |        |        |        |
| 1 2 3 4-10 11-30 poniżej 30 dq – dyskwalifikacja - – zawodniczka nie wystartowała |             |               |              |             |             |              |               |              |           |             |           |            |             |             |           |           |          |         |         |        |        |        |        |        |        |        |        |        |        |        |        |        |        |        |        |        |        |        |        |

## Letni Puchar Kontynentalny

### Miejsca w klasyfikacji generalnej
| Sezon | Miejsce |
| ----- | ------- |
| 2008  | 15.     |
| 2009  | 5.      |
| 2010  | 26.     |
| 2012  | 5.      |

### Miejsca na podium konkursówLetniego Pucharu Kontynentalnego
1. Bischofsgrün – 8 sierpnia 2009 (2. miejsce)

### Miejsca w poszczególnych konkursachLetniego Pucharu Kontynentalnego
| Źródło                                                                            | Źródło       | Źródło         | Źródło         | Źródło         | Źródło      | Źródło      | Źródło     | Źródło  | Źródło  | Źródło  | Źródło | Źródło | Źródło | Źródło | Źródło | Źródło | Źródło | Źródło | Źródło | Źródło | Źródło | Źródło | Źródło | Źródło | Źródło | Źródło |
| --------------------------------------------------------------------------------- | ------------ | -------------- | -------------- | -------------- | ----------- | ----------- | ---------- | ------- | ------- | ------- | ------ | ------ | ------ | ------ | ------ | ------ | ------ | ------ | ------ | ------ | ------ | ------ | ------ | ------ | ------ | ------ |
| 2008                                                                              |              |                |                |                |             |             |            |         |         |         |        |        |        |        |        |        |        |        |        |        |        |        |        |        |        |        |
| Bischofsgrün                                                                      | Pöhla        | Bischofshofen  | Bischofshofen  | Lillehammer    | Lillehammer | Oberstdorf  | Oberstdorf | Liberec | Liberec | punkty  | punkty | punkty | punkty | punkty | punkty | punkty | punkty | punkty |        |        |        |        |        |        |        |        |
| 9                                                                                 | 6            | 5              | 12             | 19             | 12          | 21          | 21         | 19      | 22      | 211     | 211    | 211    | 211    | 211    | 211    | 211    | 211    | 211    |        |        |        |        |        |        |        |        |
| 2009                                                                              |              |                |                |                |             |             |            |         |         |         |        |        |        |        |        |        |        |        |        |        |        |        |        |        |        |        |
| Bischofsgrün                                                                      | Bischofsgrün | Pöhla          | Oberwiesenthal | Oberwiesenthal | Lillehammer | Lillehammer | punkty     | punkty  | punkty  | punkty  | punkty | punkty | punkty | punkty | punkty |        |        |        |        |        |        |        |        |        |        |        |
| 2                                                                                 | 7            | 5              | 17             | 6              | 5           | 12          | 282        | 282     | 282     | 282     | 282    | 282    | 282    | 282    | 282    |        |        |        |        |        |        |        |        |        |        |        |
| 2010                                                                              |              |                |                |                |             |             |            |         |         |         |        |        |        |        |        |        |        |        |        |        |        |        |        |        |        |        |
| Bischofsgrün                                                                      | Bischofsgrün | Oberwiesenthal | Oberwiesenthal | Lillehammer    | Lillehammer | Oslo        | Oslo       | Falun   | Falun   | Liberec | punkty |        |        |        |        |        |        |        |        |        |        |        |        |        |        |        |
| 9                                                                                 | 25           | 22             | 25             | 16             | dq          | 11          | -          | -       | -       | -       | 89     |        |        |        |        |        |        |        |        |        |        |        |        |        |        |        |
| 2012                                                                              |              |                |                |                |             |             |            |         |         |         |        |        |        |        |        |        |        |        |        |        |        |        |        |        |        |        |
| Lillehammer                                                                       | Lillehammer  | punkty         | punkty         | punkty         | punkty      | punkty      | punkty     | punkty  | punkty  | punkty  | punkty | punkty | punkty | punkty | punkty | punkty | punkty | punkty | punkty | punkty |        |        |        |        |        |        |
| 4                                                                                 | 10           | 76             | 76             | 76             | 76          | 76          | 76         | 76      | 76      | 76      | 76     | 76     | 76     | 76     | 76     | 76     | 76     | 76     | 76     | 76     |        |        |        |        |        |        |
| Legenda                                                                           |              |                |                |                |             |             |            |         |         |         |        |        |        |        |        |        |        |        |        |        |        |        |        |        |        |        |
| 1 2 3 4-10 11-30 poniżej 30 dq – dyskwalifikacja - – zawodniczka nie wystartowała |              |                |                |                |             |             |            |         |         |         |        |        |        |        |        |        |        |        |        |        |        |        |        |        |        |        |

## FIS Cup

### Miejsca w klasyfikacji generalnej
| Sezon     | Miejsce |
| --------- | ------- |
| 2012/2013 | 20.     |

### Miejsca w poszczególnych konkursachFIS Cupu
| Źródło                                                                            | Źródło  | Źródło | Źródło | Źródło | Źródło | Źródło | Źródło | Źródło | Źródło | Źródło | Źródło | Źródło | Źródło | Źródło | Źródło | Źródło | Źródło | Źródło | Źródło | Źródło | Źródło | Źródło | Źródło | Źródło | Źródło | Źródło | Źródło | Źródło | Źródło | Źródło | Źródło | Źródło | Źródło | Źródło | Źródło | Źródło | Źródło | Źródło | Źródło |
| --------------------------------------------------------------------------------- | ------- | ------ | ------ | ------ | ------ | ------ | ------ | ------ | ------ | ------ | ------ | ------ | ------ | ------ | ------ | ------ | ------ | ------ | ------ | ------ | ------ | ------ | ------ | ------ | ------ | ------ | ------ | ------ | ------ | ------ | ------ | ------ | ------ | ------ | ------ | ------ | ------ | ------ | ------ |
| Sezon 2012/2013                                                                   |         |        |        |        |        |        |        |        |        |        |        |        |        |        |        |        |        |        |        |        |        |        |        |        |        |        |        |        |        |        |        |        |        |        |        |        |        |        |        |
| Villach                                                                           | Villach | Râșnov | Râșnov | punkty |        |        |        |        |        |        |        |        |        |        |        |        |        |        |        |        |        |        |        |        |        |        |        |        |        |        |        |        |        |        |        |        |        |        |        |
| 10                                                                                | 17      | -      | -      | 40     |        |        |        |        |        |        |        |        |        |        |        |        |        |        |        |        |        |        |        |        |        |        |        |        |        |        |        |        |        |        |        |        |        |        |        |
| Legenda                                                                           |         |        |        |        |        |        |        |        |        |        |        |        |        |        |        |        |        |        |        |        |        |        |        |        |        |        |        |        |        |        |        |        |        |        |        |        |        |        |        |
| 1 2 3 4-10 11-30 poniżej 30 dq – dyskwalifikacja - – zawodniczka nie wystartowała |         |        |        |        |        |        |        |        |        |        |        |        |        |        |        |        |        |        |        |        |        |        |        |        |        |        |        |        |        |        |        |        |        |        |        |        |        |        |        |